# Can You Feel It
«Can You Feel It» (с англ. — «Можешь ли ты это почувствовать?») — песня американской музыкальной группы The Jacksons. Третий сингл из 15-го студийного альбома коллектива Triumph. Композиция была написана Майклом и Джеки Джексонами и спродюсирована всеми участниками группы. Текст несёт социально-направленный посыл и повествует о любви и гармонии между людьми во всём мире.
Сингл возглавил хит-парад Фламандского региона Бельгии, стал третьим в Нидерландах и шестым в Великобритании. Песню сопровождал футуристичный видеоклип, снятый Брюсом Гауэрсом и Робертом Абелем.

## Релиз и реакция критиков
«Can You Feel It» была написана Майклом и Джеки Джексонами и записана The Jacksons в тональности фа-диез мажор. Песня, выдержанная в жанре фанка, открыла альбом группы Triumph. Текст несёт социально-направленный посыл и повествует о любви и гармонии между людьми во всём мире. По просьбе Майкла в записи принял участие хор из 30-ти человек разных рас и вероисповеданий. 5 марта 1981 года «Can You Feel It» была выпущена в качестве третьего сингла из Triumph, в продажу поступили 7-ми и 12-дюймовые виниловые пластинки. Песня возглавила хит-парад Фламандского региона Бельгии, стала третьей в Нидерландах и шестой в Великобритании. Композиция вошла в сборники хитов группы The Essential Jacksons и The Jacksons Story, а также в компиляцию хитов Майкла Джексона The Essential Michael Jackson.
Критики The Rolling Stone Album Guide посчитали «Can You Feel It», наряду с «This Place Hotel», очевидным пиком творчества The Jacksons. «Эти песни в плане звучания находятся на грани выхода за рамки дозволенного — почти перегружены». «30 голосов хора на бэк-вокале в дополнение к величавым духовым и струнным возводят работу группы в качестве продюсеров на новый уровень, — написал рецензент PopMatters. Критик также заметил, что социально-направленный посыл композиции Майкл Джексон продолжал в своих более поздних сольных работах, таких как «Man in the Mirror» и «Black or White». Обозреватель BBC Music отметил видеоклип на композицию, назвав его «отличной, футуристичной визуализацией текста песни».

## Музыкальное видео и концертные выступления
Майкл Джексон был автором сценария видеоклипа, а в качестве режиссёров ролика выступили Брюс Гауэрс и Роберт Абель, известный своей работой над спецэффектами в научно-фантастическом фильме «Трон». Бюджет видеоклипа составил 140 тыс долларов. В ролике The Jacksons представлены в образах великанов рассыпающих над футуристичным городом золотую пыль, создающих радуги, а восхищённые горожане наблюдают за ними. Ролик вошёл в сборник видеоклипов Майкла Джексона Michael Jackson's Vision.
«Can You Feel It» открывала концерты туров группы Triumph Tour (1981) и Unity Tour (2012—13). В 2001 году коллектив исполнил её на двух концертах, посвящённых 30-летию сольной карьеры Майкла Джексона. Запись с концерта Triumph Tour была выпущена на концертном альбоме группы The Jacksons Live!.

## Список композиций
- 7" (номер в каталоге Epic Records — 19-01032)[5]

| №  | Название          | Длительность |
| -- | ----------------- | ------------ |
| 1. | «Can You Feel It» | 3:50         |

| №  | Название    | Длительность |
| -- | ----------- | ------------ |
| 2. | «Everybody» | 5:04         |

- 7" (номер в каталоге Epic Records — EPC 9554)[5]

| №  | Название          | Длительность |
| -- | ----------------- | ------------ |
| 1. | «Can You Feel It» | 4:04         |

| №  | Название        | Длительность |
| -- | --------------- | ------------ |
| 2. | «Wondering Who» | 4:19         |

- 12" (номер в каталоге Epic Records — EPCA 12.1004)[5]

| №  | Название          | Длительность |
| -- | ----------------- | ------------ |
| 1. | «Can You Feel It» | 5:58         |
| 2. | «Wondering Who»   | 4:19         |

| №  | Название                               | Длительность |
| -- | -------------------------------------- | ------------ |
| 3. | «Shake Your Body (Down to the Ground)» | 8:40         |

## Участники записи
| - Майкл Джексон, Джеки Джексон — текст, музыка, аранжировка - Майкл Джексон, Рэнди Джексон — вокал - Нейтан Уоттс — бас-гитара - Тито Джексон, Дэвид Уильямс — гитары - Гэри Коулман — вибрафон | - Олли Браун — ударные - Томас Вашингтон — аранжировка струнных - Грег Филлингейнс, Ронни Фостер — клавишные - Взрослый и детский хор — бэк-вокал - Стефани Спруйл — дирижёр хоров, аранжировка бэк-вокала |

## Позиции в чартах
| Чарт (1980—81)        | Высшая позиция |
| --------------------- | -------------- |
| Австралия             | 10             |
| Бельгия (Фландрия)    | 1              |
| Великобритания        | 6              |
| Ирландия              | 12             |
| Нидерланды            | 3              |
| США (Hot 100)         | 77             |
| США (Black Singles)   | 30             |
| ЮАР (Springbok Radio) | 1              |